# توماس هنري كيارني
توماس هنري كيارني (بالإنجليزية: Thomas Henry Kearney)‏ هو عالم نبات أمريكي، ولد في 1874 في سينسيناتي في الولايات المتحدة، وتوفي في 1956 في سان فرانسيسكو في الولايات المتحدة.